# Mistrzostwa Europy w Piłce Ręcznej Kobiet 2008 (składy)
Artykuł grupuje składy żeńskich reprezentacji narodowych w piłce ręcznej, które wystąpiły podczas Mistrzostw Europy w Piłce Ręcznej Kobiet 2008 rozegranych w Macedonii od 2 do 14 grudnia 2008 roku.